# Biogradsko jezero
Biogradsko jezero (cyr. Биоградско језеро) – jezioro polodowcowe w Czarnogórze, w gminie Kolašin.

## Galeria zdjęć

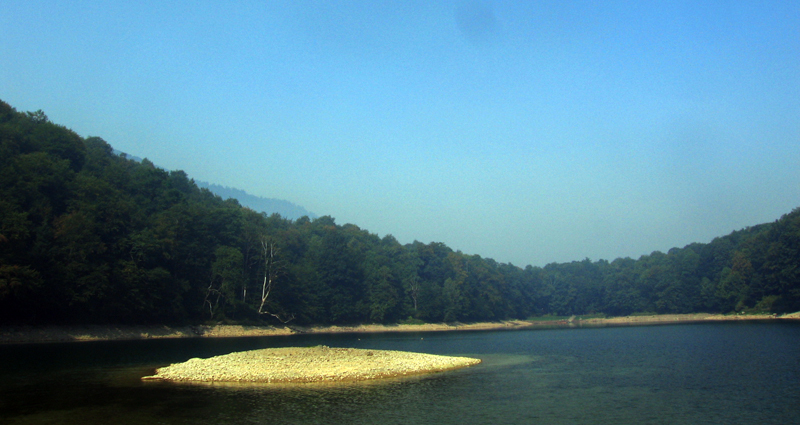
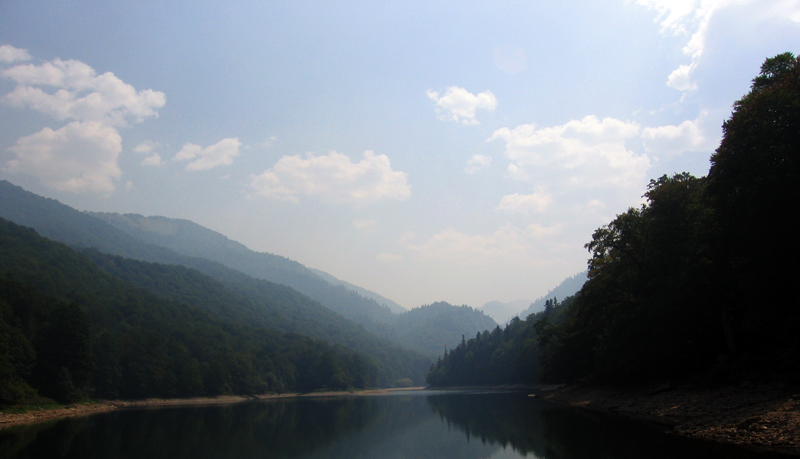
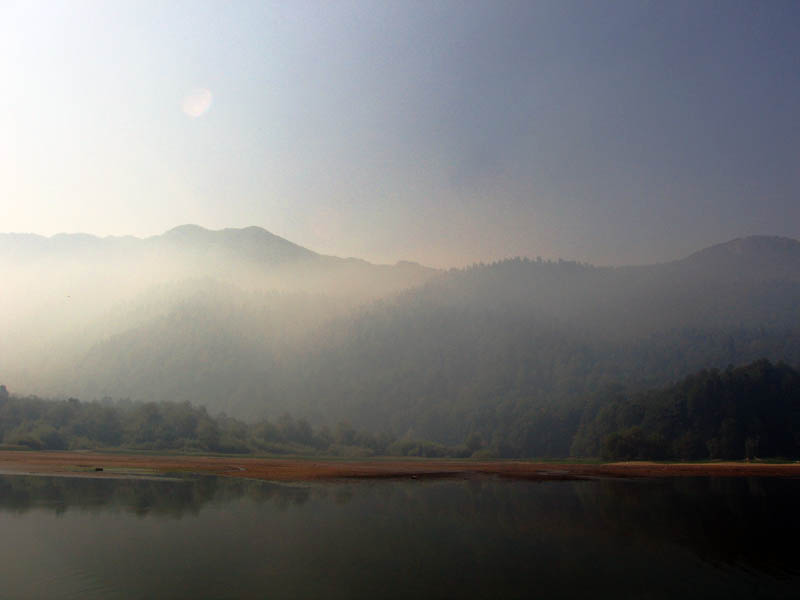
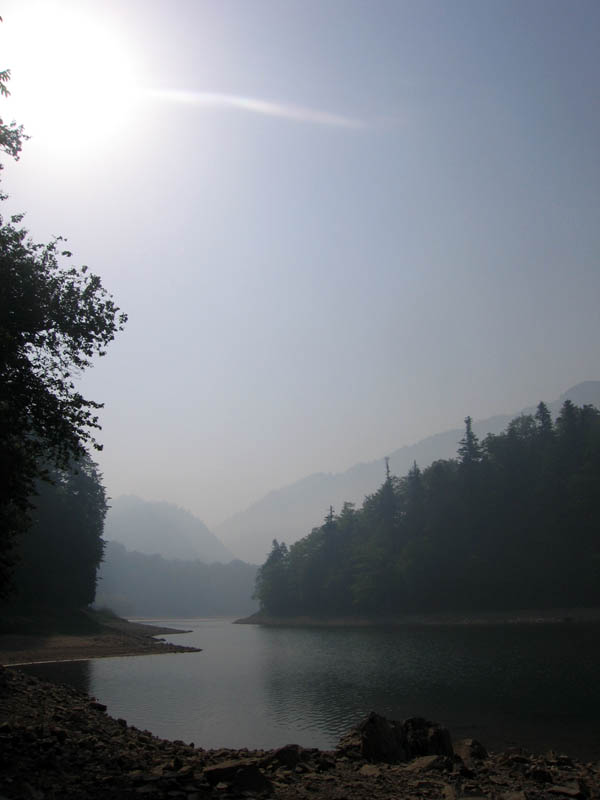
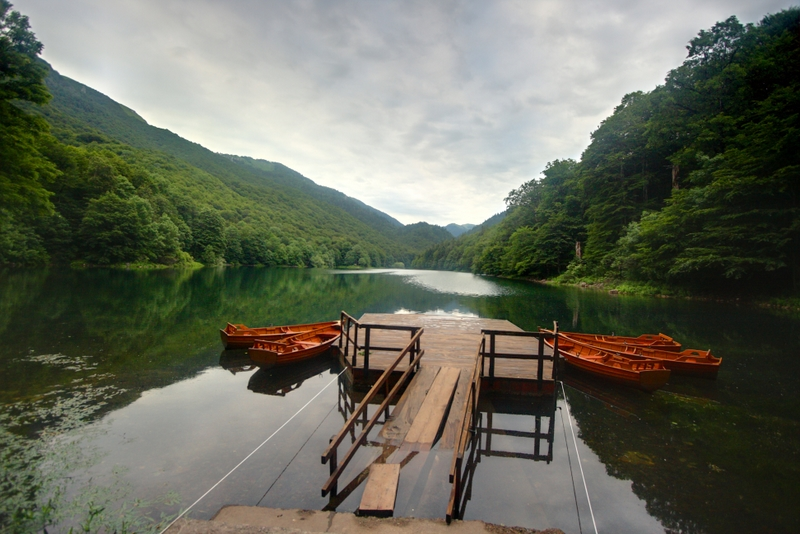

## Charakterystyka
Jezioro położone jest w północnej części kraju, na terenie Parku Narodowego Biogradska Gora, w paśmie Bjelasica, na wysokości 1094 m n.p.m. Jest największym z siedmiu jezior polodowcowych zlokalizowanych na terenie parku. Jest zasilane przez rzekę Biogradską, a oprócz tego kilka okresowych potoków płynących w okresie topnienia śniegu. Wypływa z niego rzeka Jezerstica, uchodząca do Tary. Ma 870 m długości, 261 m szerokości i powierzchnię 0,23 km². Wokół jeziora funkcjonuje ścieżka edukacyjna.